# Audi Pop.Up Next
Pour les articles homonymes, voir Audi, Pop Up et Next.
L'Audi Pop.Up Next est un projet d'étude de voiture volante drone électrique autonome concept-car modulaire, du constructeur automobile allemand Audi, associé au construction aéronautique européen Airbus, et au designer italien Italdesign. Elle est présentée au salon international de l'automobile de Genève 2018, pour le 50e anniversaire d'Italdesign (filiale du groupe Audi-Volkswagen AG depuis 2010).

## Histoire
Audi, Airbus, et Italdesign sont associés depuis 2017, pour concevoir ce projet de concept-car du futur, mi-véhicule autonome, mi-drone-hélicoptère, vision potentielle possible, des voitures et des technologies des futures 50 prochaines années.

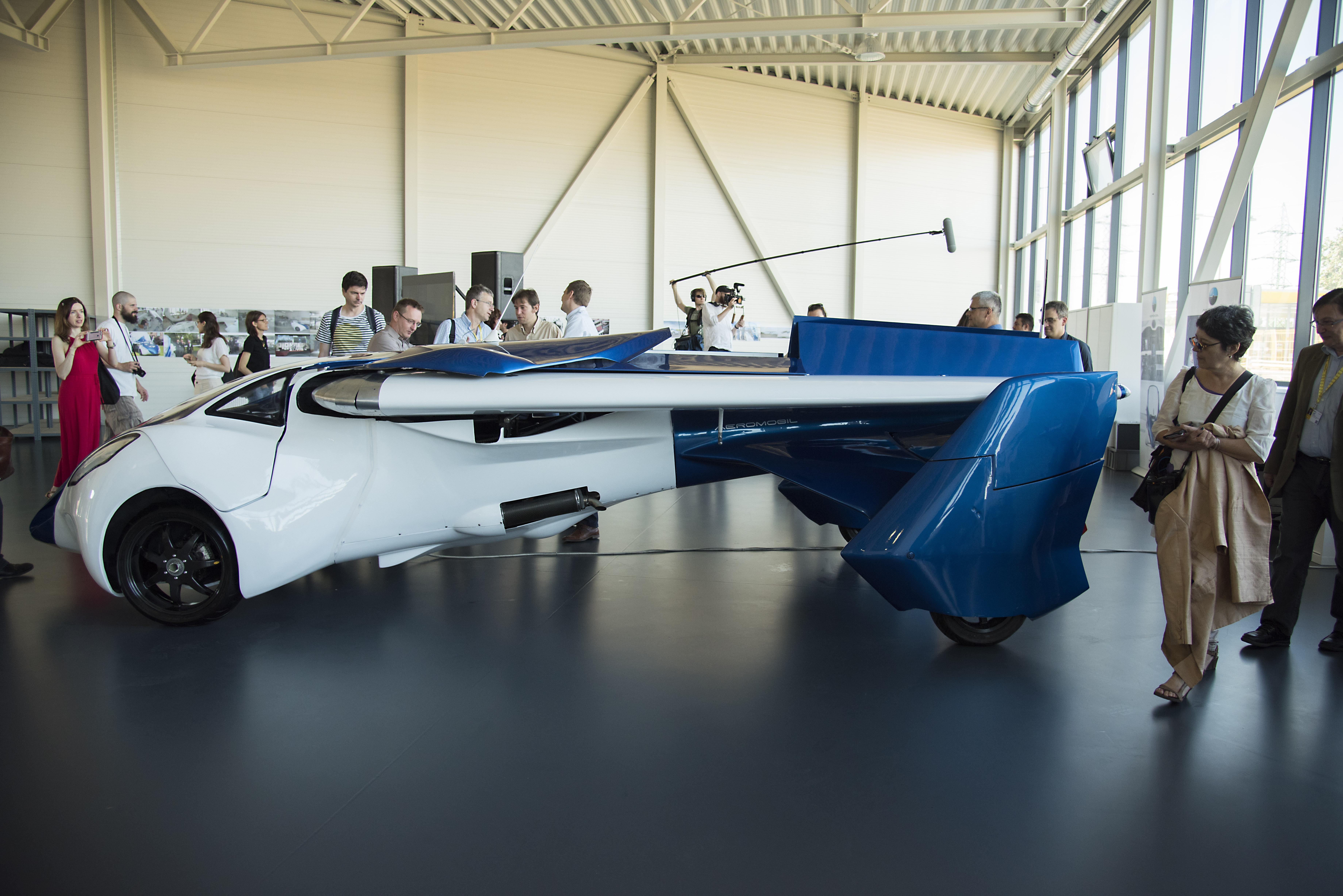
Aeromobil

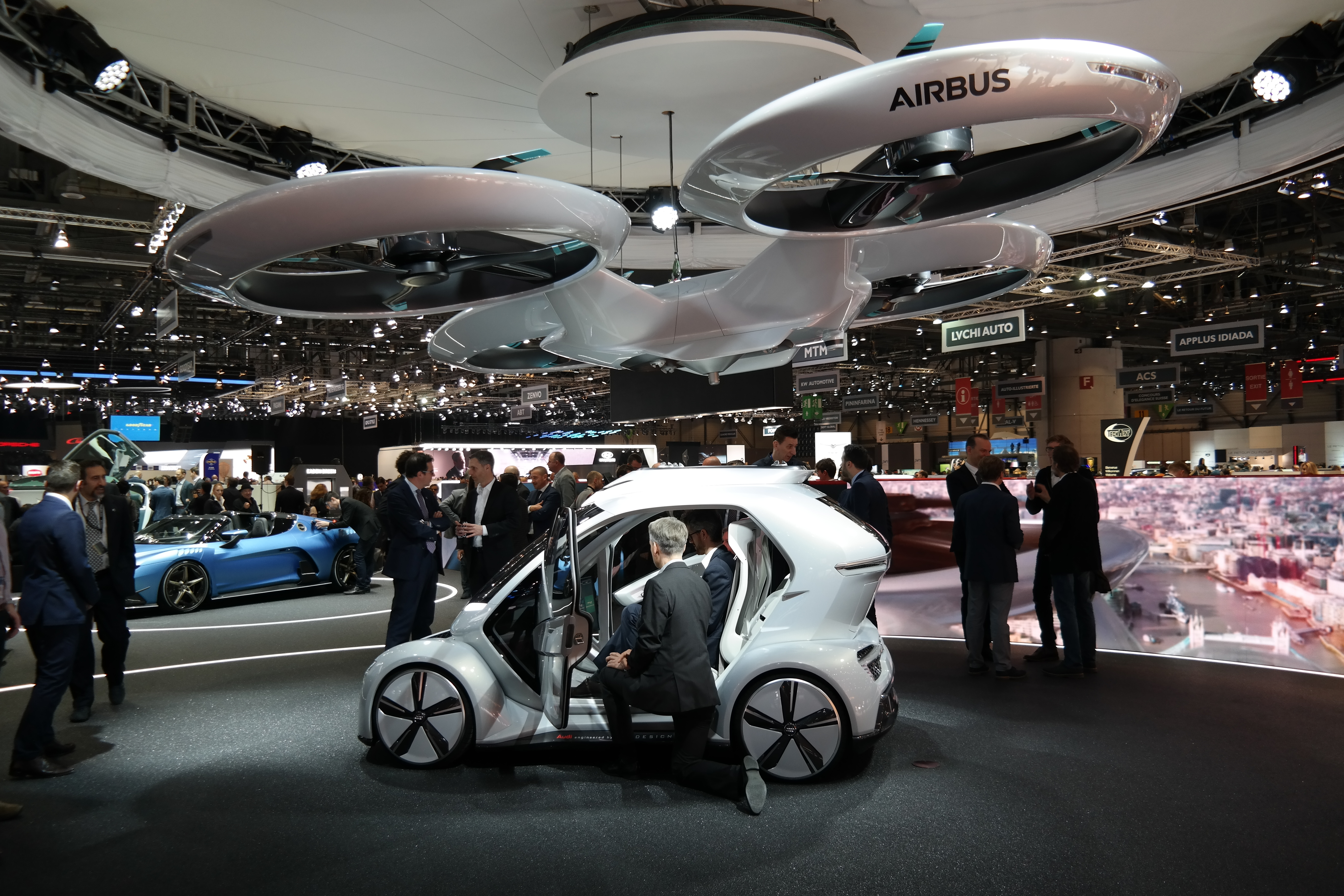
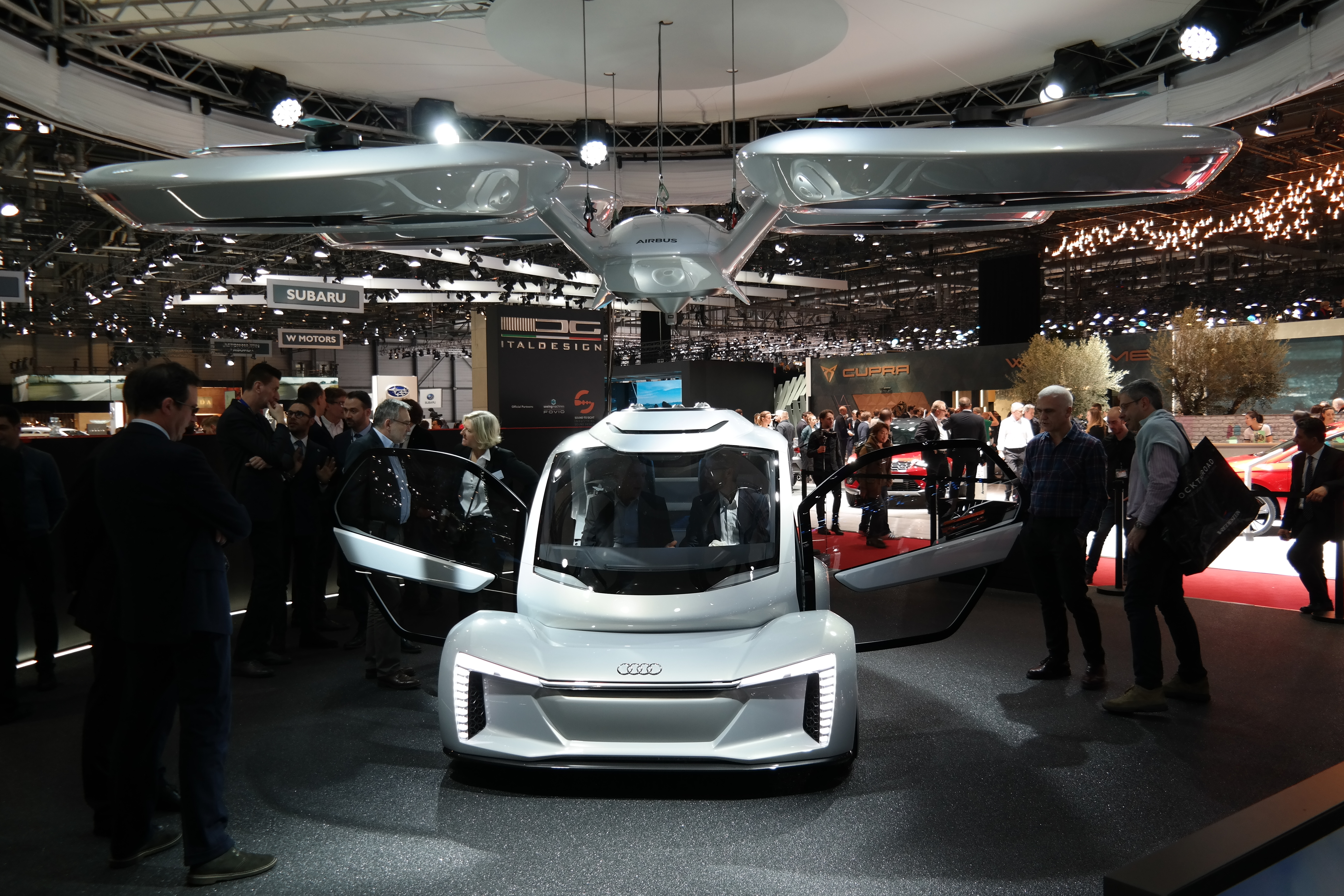

Le cockpit biplace en titane et fibre de carbone, avec écran de contrôle panoramique de véhicule autonome entièrement numérique, peut se fixer à deux modules, : 
- un châssis routier de 4 roues, propulsé par 2 moteurs électriques de 60 kW
- un module aérien quadrirotor à huit rotors contrarotatifs électriques, fixable sur le toit, d'une puissance totale de 136 kW, pour une vitesse de vol de 590 km/h[4]

## Concurrence
Ce projet concurrence entre autres les projets d'étude en cours de voitures volantes AeroMobil, CityAirbus, et Ehang UAV.

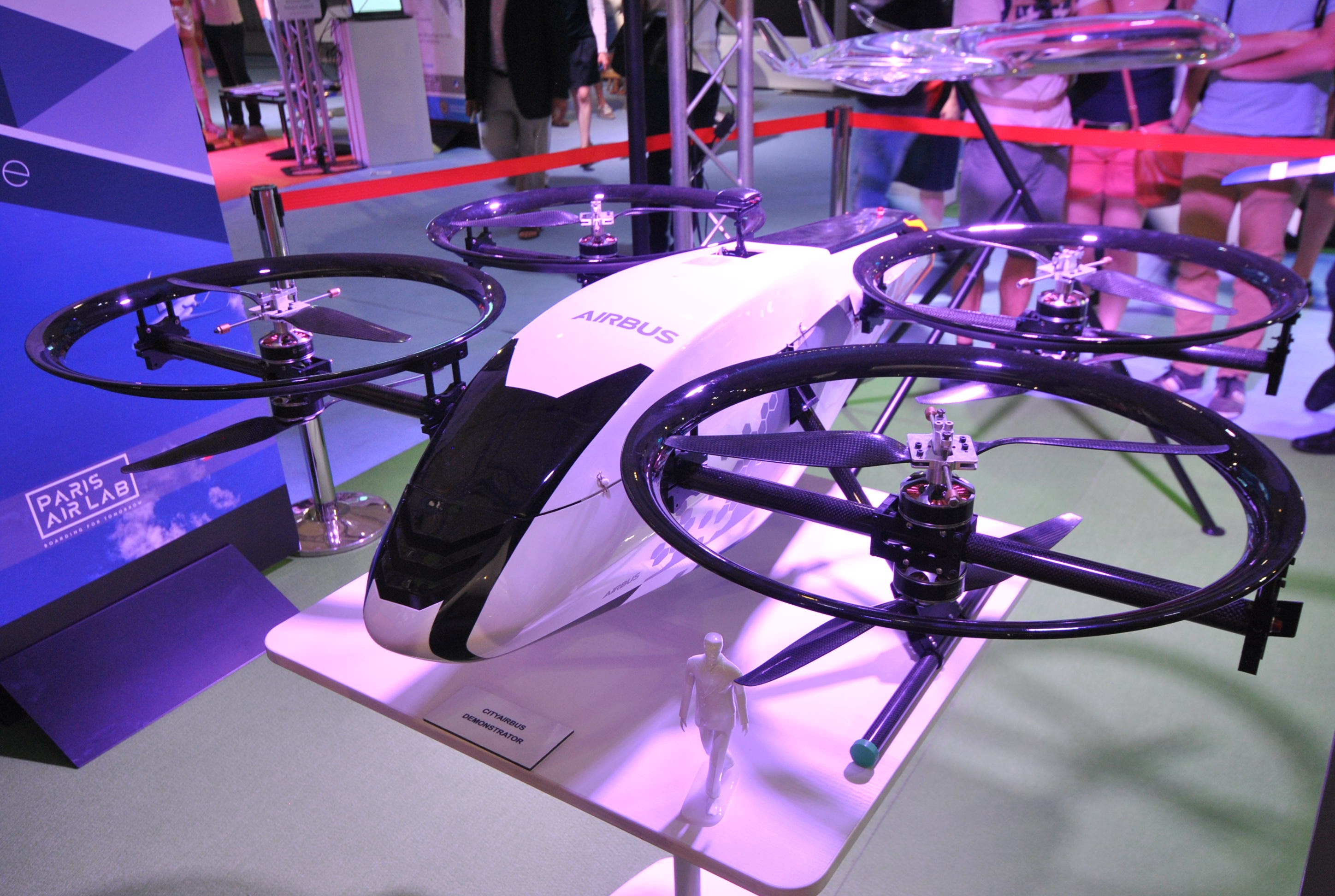
Cityairbus